# رادیو بین‌المللی فرانسه
رادیو بین‌المللی فرانسه (به فرانسوی: Radio France Internationale) یا به‌صورت مخفف اِراف‌ای (به فرانسوی: RFI) (با تلفظ اِر اِف ئی)، نام ایستگاه رادیوی دولتی در کشور فرانسه است که به بیست زبان برنامه تولید و پخش می‌کند.

## بودجه
بودجه رادیو بین‌المللی فرانسه توسط وزارت امور خارجه فرانسه پرداخت می‌شود.

## بخش فارسی رادیو بین‌المللی فرانسه
رادیو بین‌المللی فرانسه از بهار سال ۱۹۹۱ میلادی، با پخش برنامه به زبان فارسی و با هدف تحکیم روابط کشور فرانسه با کشورهای ایران و افغانستان آغاز به کار کرد.
تارنمای بخش فارسی رادیو بین‌المللی فرانسه در دسامبر سال ۲۰۰۷ میلادی، راه‌اندازی شد.
فریدون خاوند، سیمین شاملو، آرمان مستوفی، ایرج ادیب‌زاده و فرنگیس حبیبی از تهیه‌کنندگان و برنامه‌سازان بخش فارسی رادیو بین‌المللی فرانسه بوده‌اند.